# Папово-Біскупе
Папово-Біскупе (пол. Papowo Biskupie) — село в Польщі, у гміні Папово-Біскупи Хелмінського повіту Куявсько-Поморського воєводства.
Населення — 753 особи (2011).
У 1975-1998 роках село належало до Торунського воєводства.
В селі є костел і руїни замку.

## Фотознімки замку

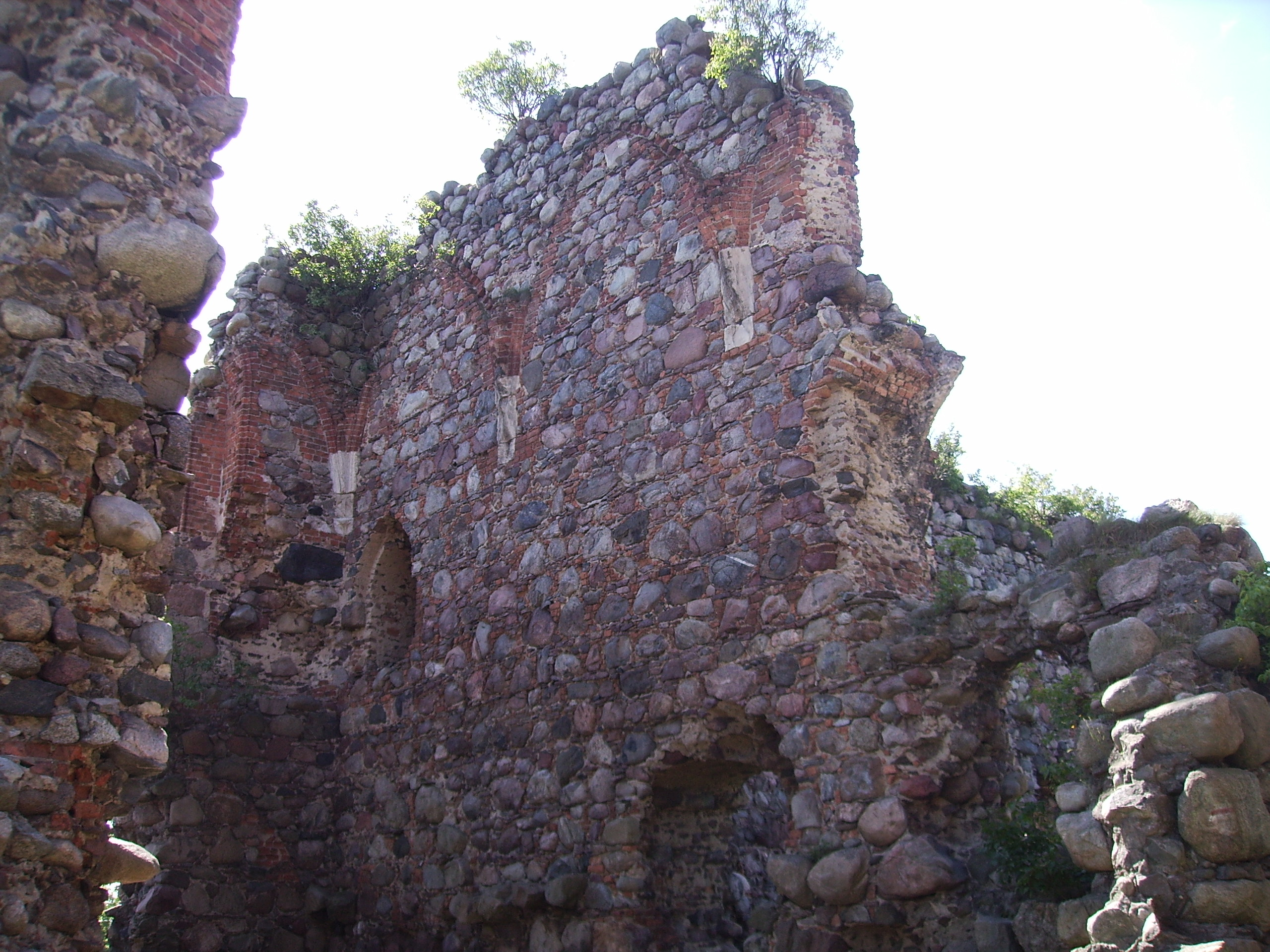
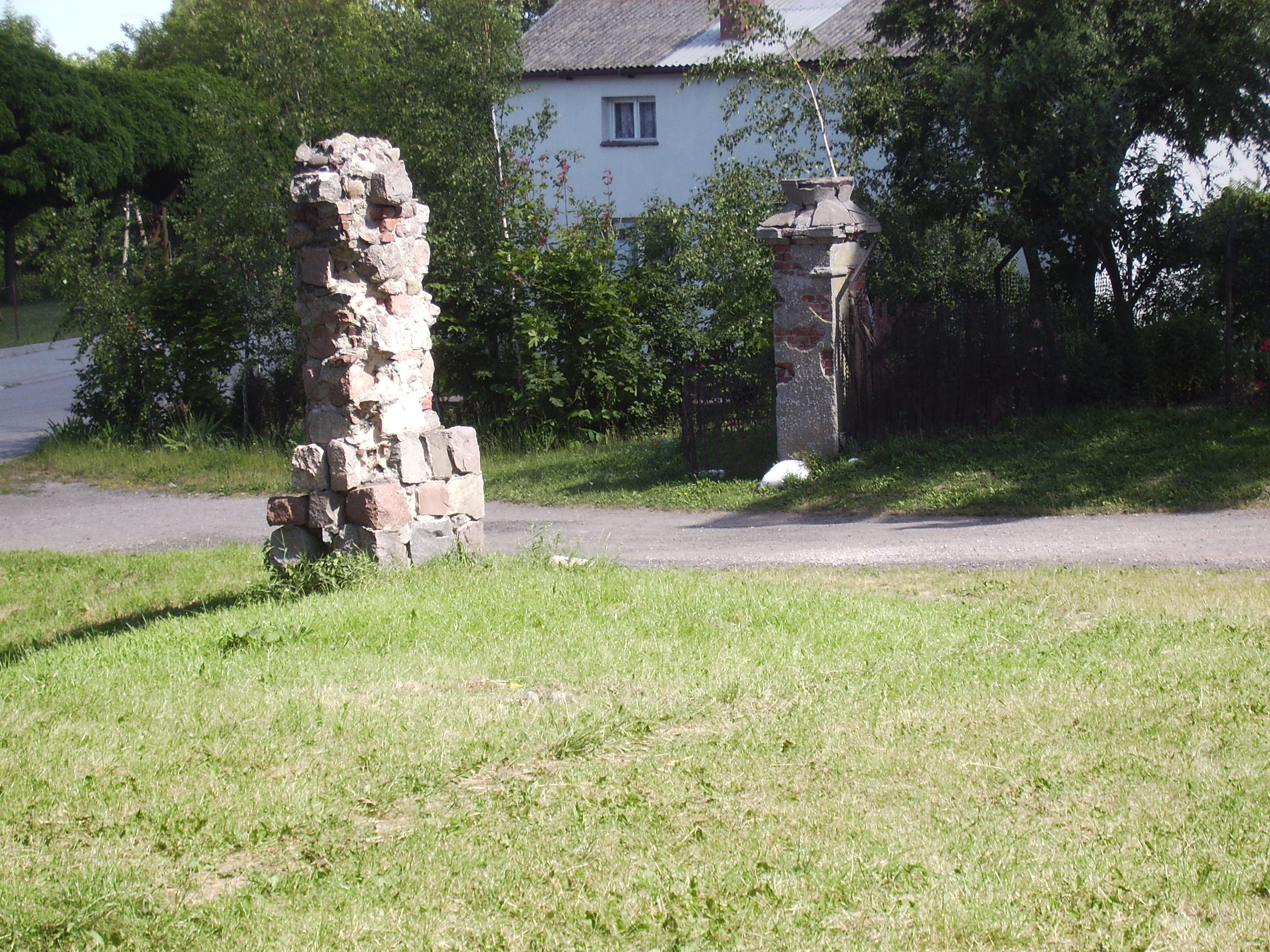
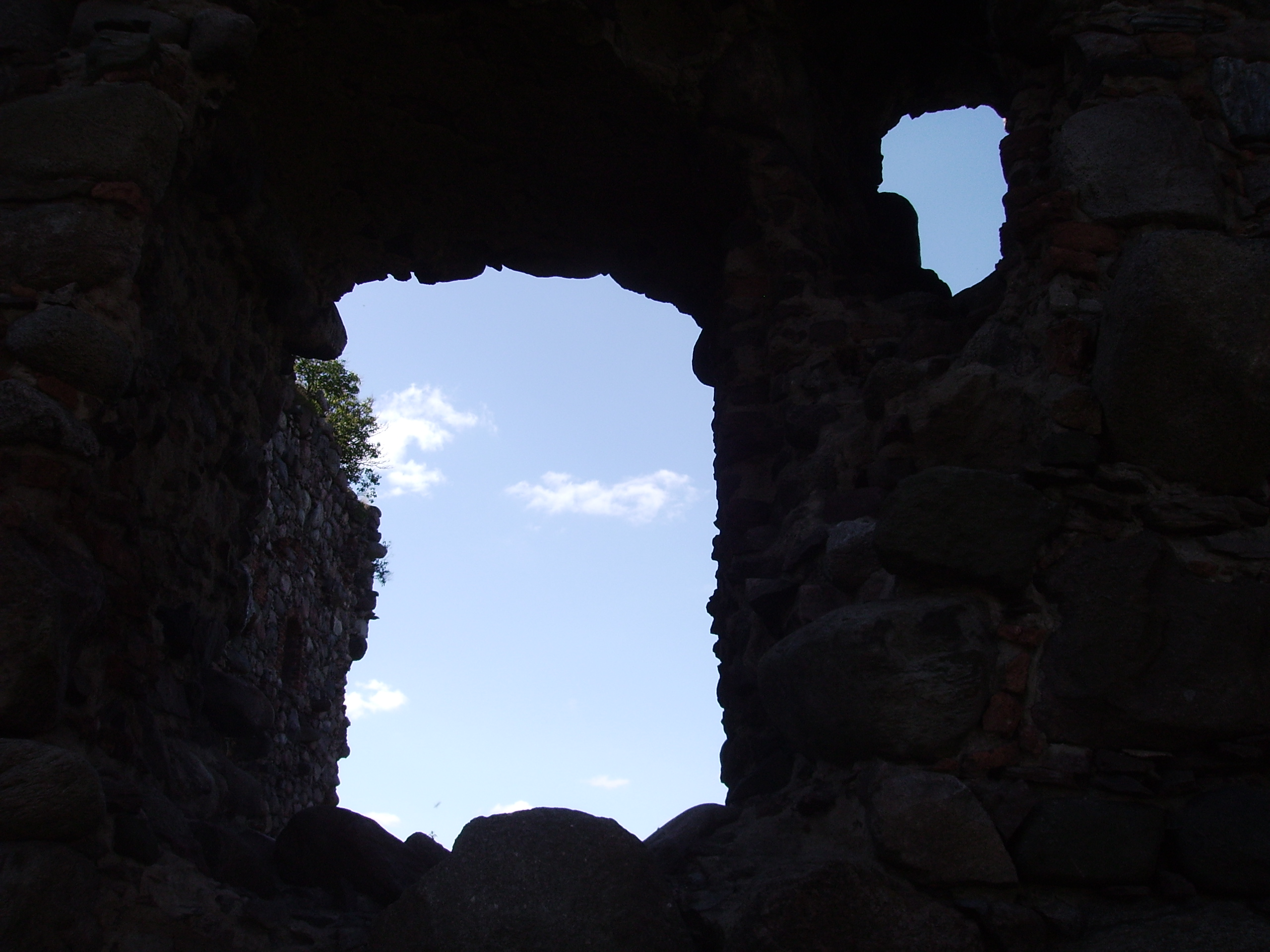
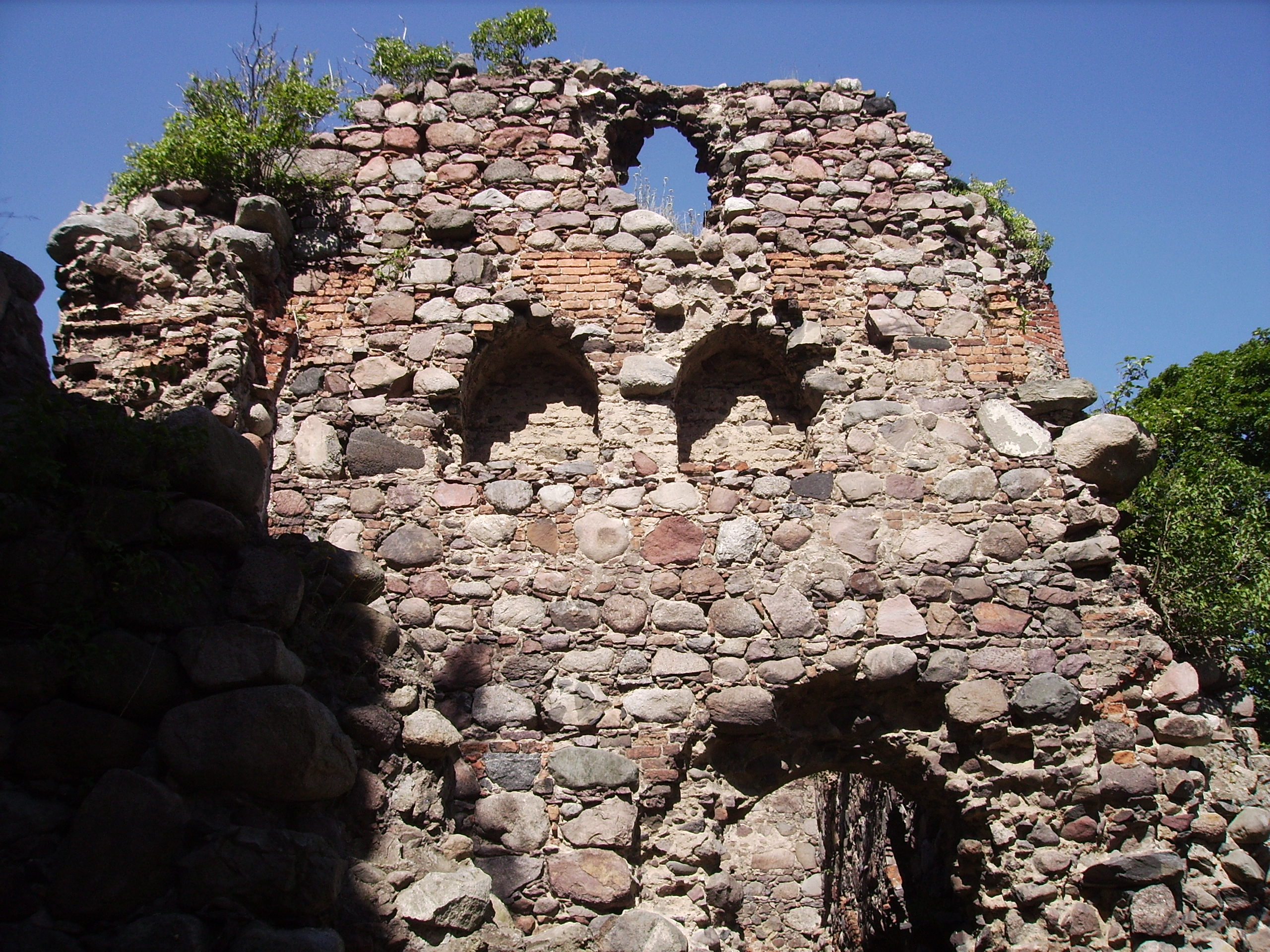
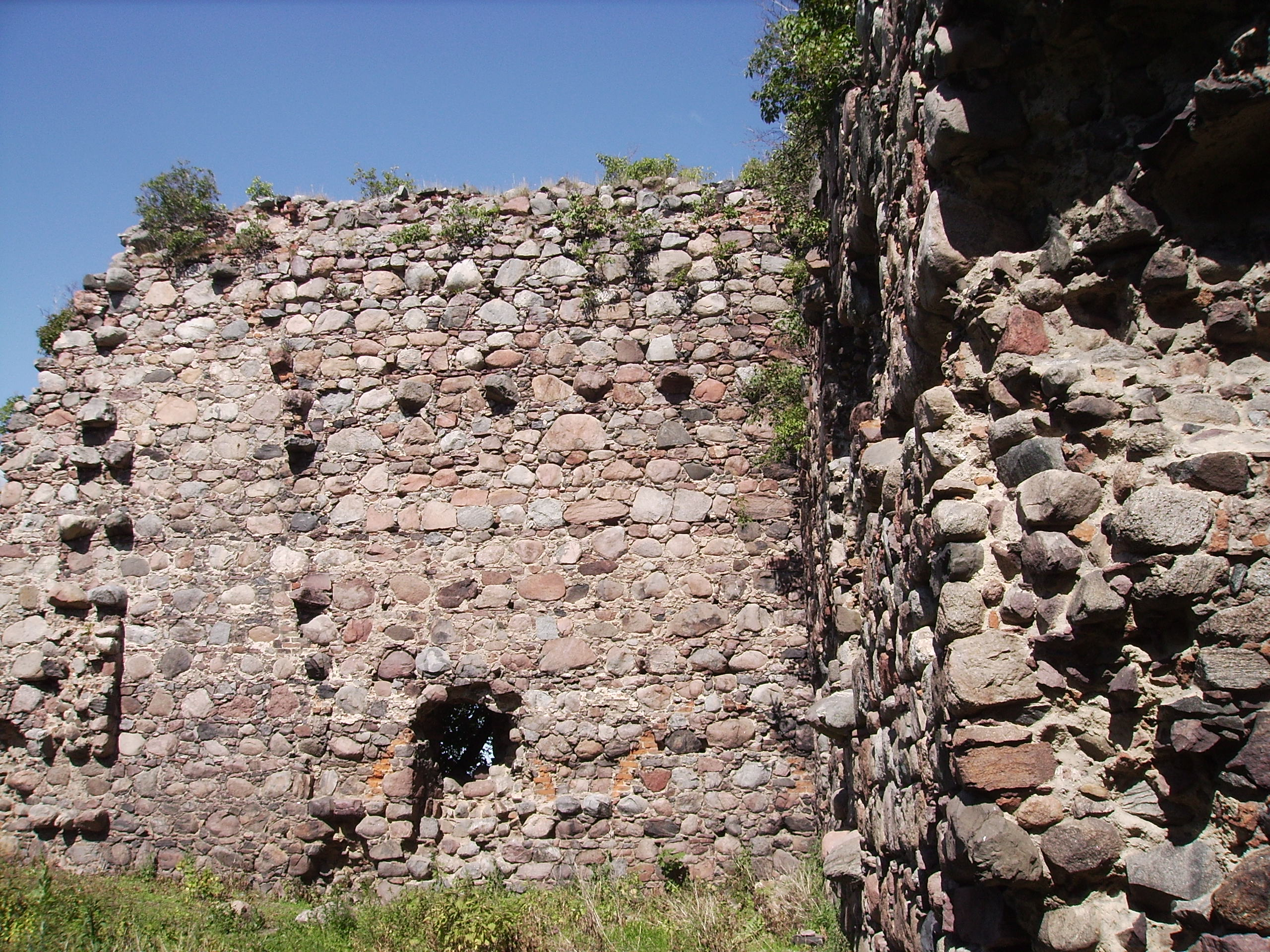
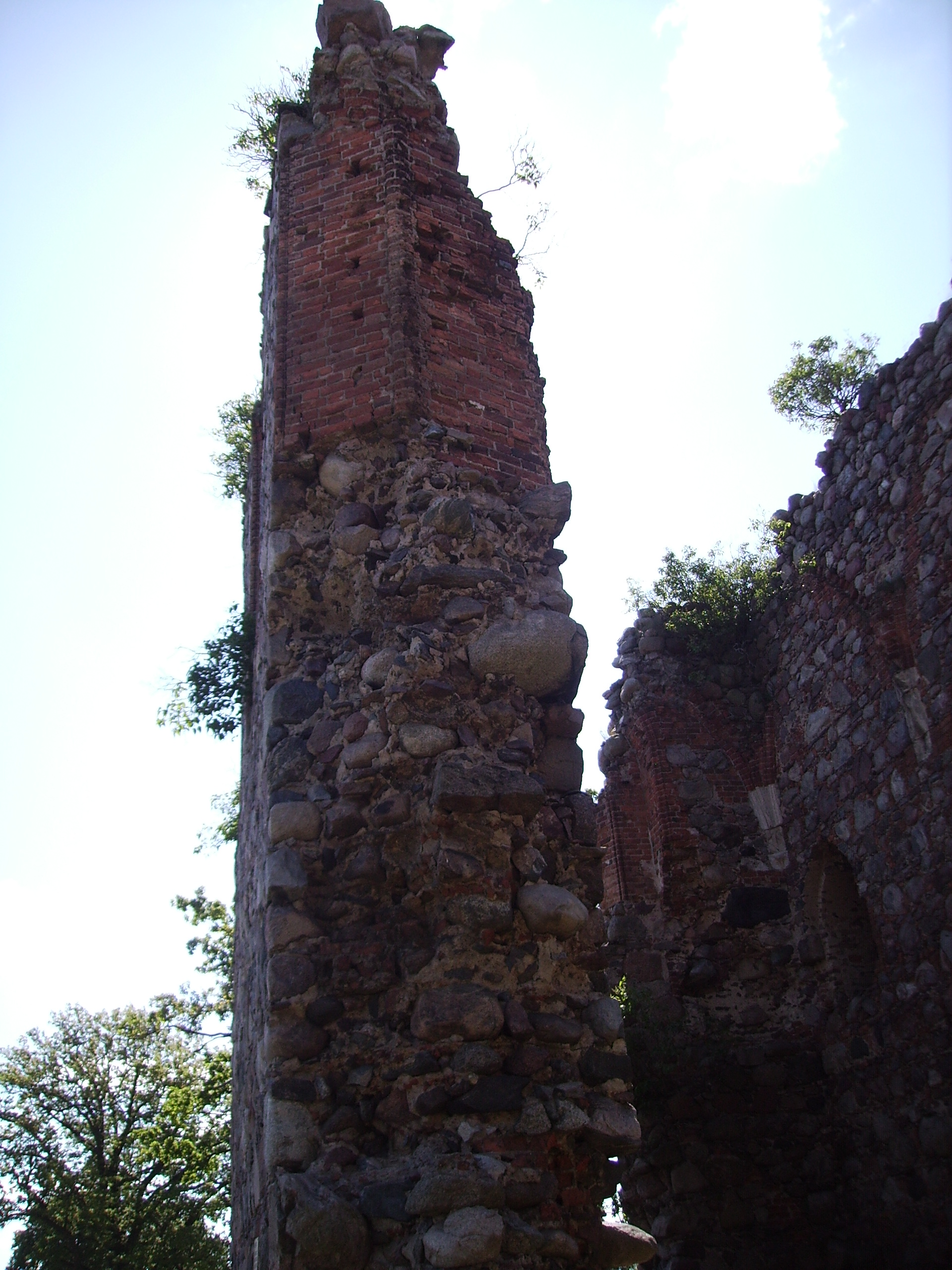
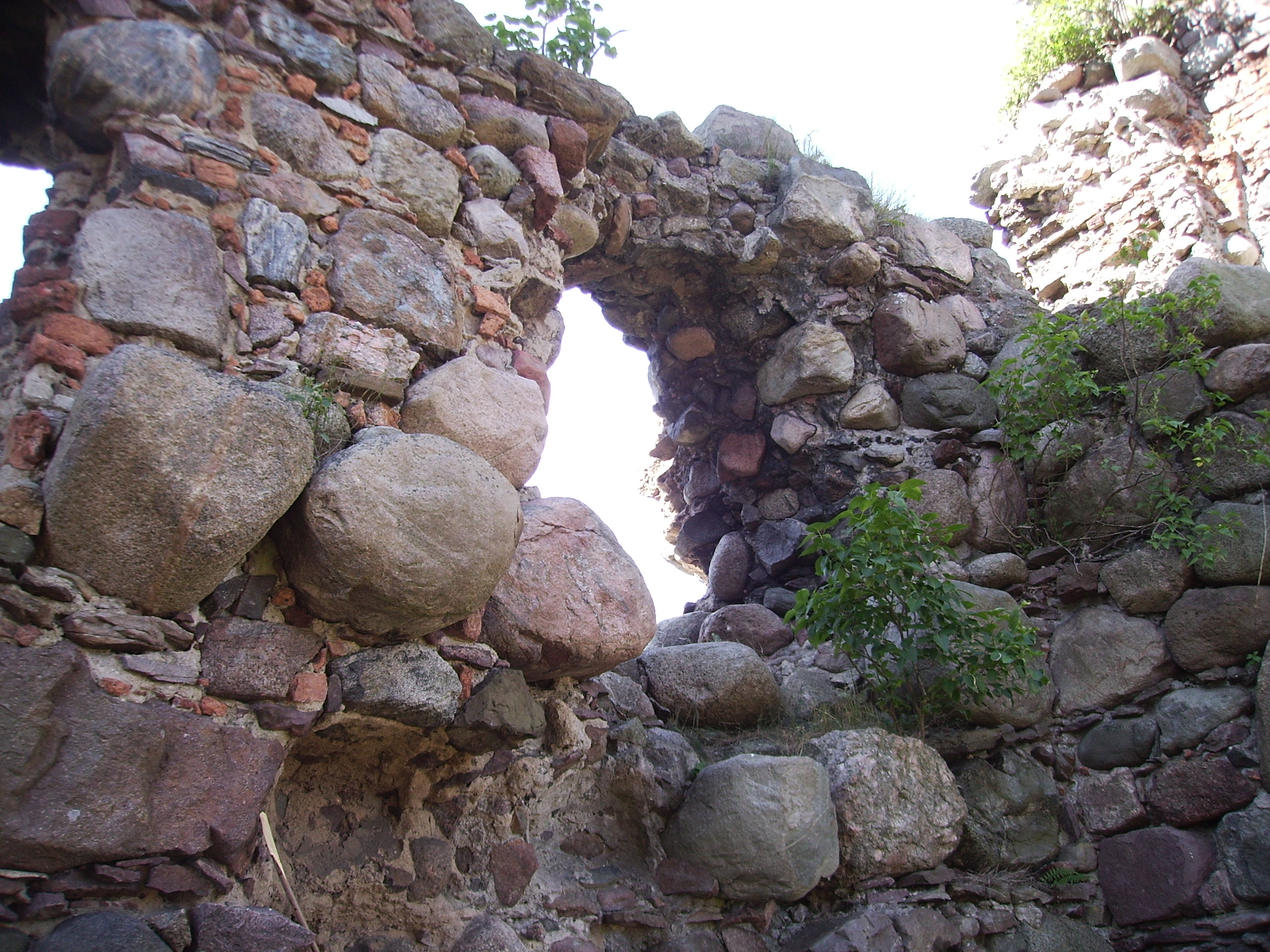
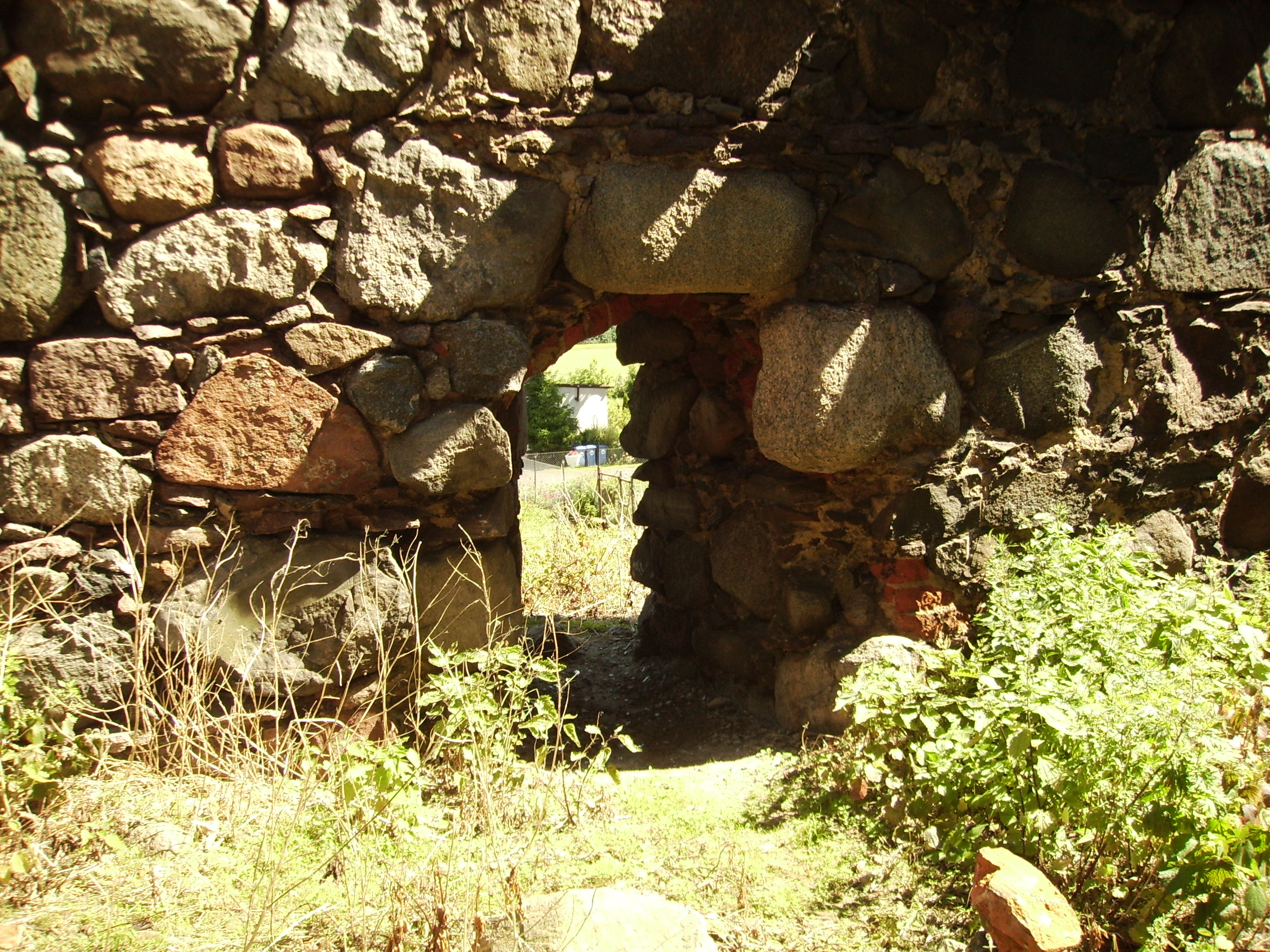
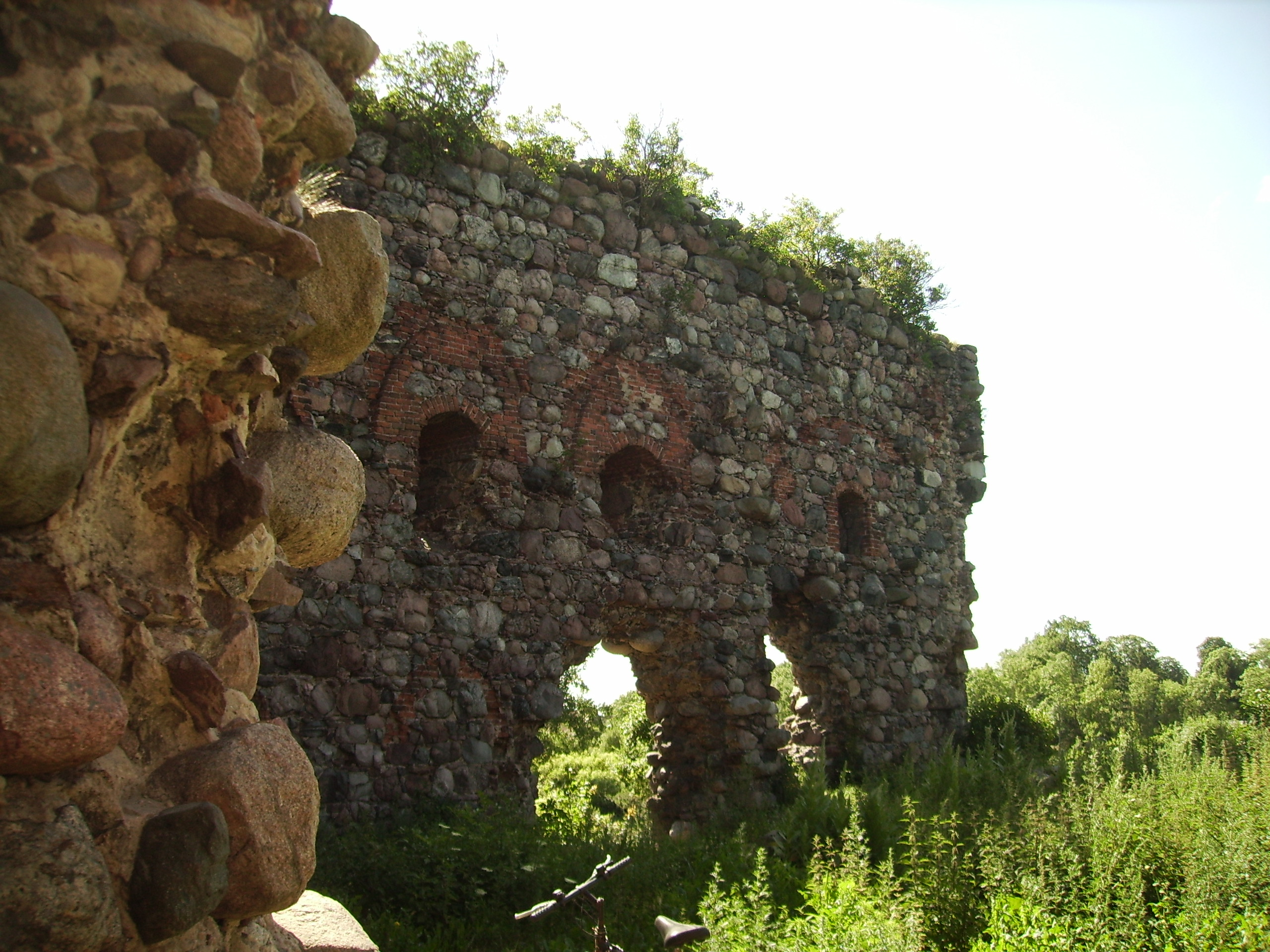

## Демографія
Демографічна структура станом на 31 березня 2011 року:
|          | Загалом | Допрацездатний вік | Працездатний вік | Постпрацездатний вік |
| -------- | ------- | ------------------ | ---------------- | -------------------- |
| Чоловіки | 360     | 88                 | 238              | 34                   |
| Жінки    | 393     | 94                 | 226              | 73                   |
| Разом    | 753     | 182                | 464              | 107                  |